# Henryk Maruszczak
Henryk Wacław Maruszczak (ur. 1 października 1922 w Lublinie, zm. 12 października 2012 tamże) – polski geograf i geomorfolog, współtwórca lubelskiej szkoły badania lessów. Przed wybuchem II wojny światowej ukończył 4-klasowe Gimnazjum Ogólnokształcące im. Jana Zamojskiego w Lublinie, uzyskując "małą maturę". Pod koniec okupacji kontynuował naukę w liceum drogowym, później w liceum dla pracujących, a równolegle, od IX 1945 r. studiował jako wolny słuchacz geografię na Wydziale Matematyczno-Przyrodniczym UMCS w Lublinie.

## Życiorys
Całe swoje życie zawodowe i twórcze związał z Uniwersytetem Marii Curie-Skłodowskiej w Lublinie. Tu ukończył studia geograficzne. Był jednym z pierwszych absolwentów tej uczelni. Tu pracował (jeszcze jako student) od 1946 r. aż do emerytury w 1993 roku, przechodząc wszystkie szczeble awansu zawodowego i naukowego. Pełnił również przez funkcje administracyjne. Przez wiele lat kierował Zakładem Geografii Fizycznej. Był prodziekanem Wydziału Biologii i Nauk o Ziemi (1958-1960) i dyrektorem Instytutu Nauk o Ziemi (1972-1978).
Zainteresowania naukowe H. Maruszczaka od początku jego kariery naukowej ewoluowały, a właściwie rozszerzały się z upływem czasu o kolejne pola badawcze – od geografii społeczno-ekonomicznej poprzez geografię regionalną i historyczną, geografię fizyczną, paleogeografię i geomorfologię, aż po geoarcheologię i historię geografii. W każdej z tych dziedzin geograficznych pozostawił wymierny, ceniony do dzisiaj i wielokrotnie przywoływany, dorobek publikacyjny. W większości przypadków były to (niezależnie od objętości) dzieła oryginalne, pionierskie, wyznaczające nowe kierunki badań dla kolejnych pokoleń geografów.
Szczególne miejsce w jego badaniach naukowych odgrywała problematyka lessowa. Interesował się zarówno litologią, stratygrafią i typologią lessów, zagadnieniami lessowej morfogenezy, jak i metodyką badań terenowych i laboratoryjnych tych osadów. Wypracowany przez H. Maruszczaka schemat stratygrafii lessów polskich i ich korelacji z krajami sąsiednimi jest podstawą współczesnych badań lessu. Był inicjatorem i redaktorem dwutomowego opracowania monograficznego „Podstawowe profile lessów w Polsce” (tom I – 1991, tom II – 2001), będącego swoistym kompendium wiedzy na temat 72 stanowisk lessowych z obszaru Polski, dokumentujących reprezentatywne sekwencje lessowo-glebowe dla tej części Europy Środkowej. Zbiór ten jest podsumowaniem kilkudziesięcioletnich badań, głównie nad stratygrafią i wydźwiękiem paleogeograficznym, polskich pokryw lessowych. Zaznaczyć należy, że oba tomy poprzedzone są obszernymi artykułami wprowadzającymi H. Maruszczaka na temat lito- i pedostratygrafii lessów polskich, podsumowującymi w istocie aktualny stan badań nad ich wieloaspektowym wykształceniem. Oba tomy redagowanych przez H. Maruszczaka „Podstawowych profili...” postrzegane są nie bez podstaw jako skarbnica wiedzy na temat pokryw lessowych w Polsce. Współczesne rozpoznanie rozmieszczenia pokryw lessowych na tym obszarze zasadniczo jest wierne z tym, które kilkadziesiąt lat temu przedstawił Prof. H. Maruszczak, zaś nazwane przez niego regiony lessowe są powszechnie uznawane za obowiązujące. Wyraźnie widoczny jest tu również bezpośredni wkład redaktora – Prof. H. Maruszczaka – w ujednolicenie, a jednocześnie doprecyzowanie korelacji lito- i pedostratygraficznej lessów polskich w nawiązaniu do europejskiej strefy peryglacjalnej, jak też globalnej stratygrafii plejstocenu.
Dopełnieniem wybitnie „lessowych” zainteresowań naukowych H. Maruszczaka, są publikacje dotyczące uściślenia genezy lessów i w konsekwencji doprecyzowania definicji utworów lessowych oraz rozróżnienia ich od tzw. osadów lessopodobnych. Jego badania dotyczyły przede wszystkim litostratygrafii lessów. W tym nurcie zainteresowań mieści się opracowanie strefowego zróżnicowania utworów lessowych na półkuli wschodniej, z wydzieleniem typów głównych – lessów perydesertycznych, peryglacjalnych i perymedyterrańskich. Prof. Henryk Maruszczak jest autorem kilku (publikowanych cyklicznie wraz z rozwojem wiedzy autora) schematów stratygraficznych lessów polskich. Z czasem zostały one rozbudowane o inne kryteria, różnicujące różnowiekowe pokrywy lessowe, w tym zwłaszcza o kryteria mineralogiczne, paleopedologiczne oraz datowania termoluminescencyjne. Znaczącym „lessowym” wątkiem zainteresowań badawczych Prof. H. Maruszczaka są zagadnienia związane z morfogenezą lessową. Badania te realizował on najpierw na Wyżynie Lubelskiej i Roztoczu, a następnie poszerzył ich analizę na inne regiony lessowe Europy środkowej. Jego pierwsze publikacje, warte szczególnego zacytowania, dotyczą wykształcenia stoków nadbudowanych pokrywami lessowymi (odziedziczona peryglacjalna asymetria i wierzchowin z nadbudową lessową, falistość rzeźby i bogactwo peryglacjalnie uwarunkowanych zagłębień bezodpływowych typu „wymoków”). Swoistym podsumowaniem  wieloletnich zainteresowań Prof. H. Maruszczaka problematyką lessową jest korelacja lessów polskich z lessami krajów ościennych, ze szczególnym uwzględnieniem Ukrainy, Rosji i Niemiec. Stanowi ona istotny wkład w rozpoznanie paleogeografii plejstocenu Europy Środkowej.
Prof. H. Maruszczak był inicjatorem i koordynatorem międzynarodowej współpracy Komitetu Badań Czwartorzędu PAN z Komisją Badań Okresu Czwartorzędowego Ukraińskiej Akademii Nauk w Kijowie; organizował lub współorganizował 7 seminariów terenowych w zakresie korelacji lessów i utworów glacjalnych Polski SE i Ukrainy NW (3 seminaria w Polsce i 4 na Ukrainie).
Prof. H. Maruszczak był członkiem Komitetu Nauk Geograficznych PAN (1974-1982), członkiem Komitetu Badań Czwartorzędu (1964-2006) oraz był pomysłodawcą i przewodniczącym Komisji Lessu tego Komitetu. Był członkiem rzeczywistym Komisji Lessu INQUA (1982-1995) i koordynatorem grupy roboczej „Europa” tejże Komisji. W uznaniu zasług naukowych, redakcyjnych i organizacyjnych INQUA nadała Profesorowi Maruszczakowi tytuł honorowego członka tej organizacji.

## Kariera zawodowa
- od 1 III 1946 r. – zatrudniony na etacie kreślarza w Zakładzie Hydrologii i Melioracji UMCS w Lublinie
- od 1 XII 1946 r. – zastępca asystenta w Zakładzie Geografii Ogólnej UMCS
- 1949 r. absolwent studiów geograficznych na UMCS
- 1952 r. – uzyskał stopień doktora nauk przyrodniczych
- 1955 r. – mianowany docentem w Zakładzie Geografii Fizycznej Ogólnej UMCS
- 1967 r. – otrzymał tytuł profesora nadzwyczajnego
- 1977 r. – awansowany na stanowisko profesora zwyczajnego
- 1977-1993 – kierownik Zakładu Geografii Fizycznej i Paleogeografii UMCS
- 1958-1960 – prodziekan Wydziału Biologii i Nauk o Ziemi UMCS
- 1972-1978 – dyrektor Instytutu Nauk o Ziemi UMCS
- 1993 r. – przejście na emeryturę

## Ważniejsze publikacje
H. Maruszczak jest autorem przeszło 300 publikacji (bez sprawozdań i recenzji). Był redaktorem lub współredaktorem 17 zbiorowych opracowań. Do grona najważniejszych jego publikacji zaliczyć należy:
- Mapa geomorfologiczna województwa lubelskiego w skali 1:600.000 (1972)
- Bułgaria (1971) – monografia geograficzna
- Wyżyny Lubelsko-Wołyńskie (1972) – rozdział w Geomorfologii Polski, t. 1 pod red. M. Klimaszewskiego
- Arkusz "Lublin" Przeglądowej Mapy Geomorfologicznej Polski  w skali 1:500.000 (1980)
- Podstawowe profile lessowe I (1991) – redakcja monografii
- Podstawowe profile lessowe II (2001) – redakcja monografii

## Upamiętnienie
Jest uważany za współtwórcę lubelskiego ośrodka geograficznego oraz lubelskiej szkoły badania lessów.